# Kelowna Flightcraft Air Charter
Kelowna Flightcraft Air Charter Ltd, действующая как Kelowna Flightcraft Air Charter — канадская чартерная авиакомпания со штаб-квартирой в городе Келоуна (провинция Британская Колумбия), выполняющая пассажирские и грузовые перевозки по долгосрочным контрактам с курьерской компанией Purolator Courier, национальной почтовой службой Canada Post, а также предоставляющая услуги по перевозке туристических групп, противопожарного патрулирования лесного хозяйства, продаже самолётов и сдаче воздушных судов в аренду.
Главными транзитными узлами (хабами) авиакомпании являются Международный аэропорт Келоуна и Международный аэропорт Гамильтон Мунро.

## История
Управляющая компания Kelowna Flightcraft Ltd была образована 20 марта 1970 года, а её дочерний авиаперевозчик Kelowna Flightcraft Air Charter Ltd — в июне 1974 года, начав выполнение чартерных рейсов в июле того же года. Родительская компания полностью принадлежит инвестиционному холдингу Barry Lapointe Holding.

## Маршрутная сеть
По состоянию на 2 января 2005 года авиакомпания Kelowna Flightcraft Air Charter выполняла внутренние грузовые перевозки в аэропорты следующих городов:
- Калгари,
- Эдмонтон,
- Галифакс,
- Гамильтон,
- Камлупс,
- Келоуна,
- Монктон,
- Монреаль,
- Оттава,
- Принс-Джордж,
- Реджайна,
- Саскатун,
- Сент-Джонс,
- Тандер-Бей,
- Ванкувер,
- Виктория и
- Виннипег.

## Флот
В марте 2007 года воздушный флот Kelowna Flightcraft Air Charter составляли следующие самолёты:
- 1 Boeing 727-100F
- 2 Boeing 727—200
- 12 Boeing 727-200F
- 6 Convair CV-580
- 1 Convair CV5800
- 1 IAI Astra
- 2 McDonnell Douglas DC-10-30/F

Часть самолётов находится в постоянном лизинге в других канадских авиакомпаниях, включая региональные и местные Harmony Airways,Greyhound Air и Roots Air.

## Базы
Компания имеет собственные базы лётного состава в аэропортах Ванкувер, Кулоуна, Калгари, Саскатун, Тандер-Бей, Гамильтон и Галифакс.
Базы по ремонту и обслуживанию воздушных судов Kelowna Flightcraft Air Charter находятся в аэропортах городов Виннипег, Торонто, Оттава, Монреаль и Сент-Джонс.